# Team Katusha/Saison 2016
Diese Liste beschreibt die Mannschaft und die Erfolge des Radsportteams Team Katusha in der Saison 2016.

## Saison 2016

### Erfolge in der UCI WorldTour
In den Rennen der Saison 2016 der UCI WorldTour gelangen die nachstehenden Erfolge.
| Datum      | Rennen                         | Fahrer            |
| ---------- | ------------------------------ | ----------------- |
| 12. März   | 6. Etappe Paris-Nizza          | Ilnur Sakarin     |
| 27. März   | 7. Etappe Katalonien-Rundfahrt | Alexei Zatewitsch |
| 28. Mai    | 20. Etappe Giro d’Italia       | Rein Taaramäe     |
| 20. Juli   | 17. Etappe Tour de France      | Ilnur Sakarin     |
| 27. August | 8. Etappe Vuelta a España      | Sergey Lagutin    |

### Erfolge in der UCI Europe Tour
In den Rennen der Saison 2016 der UCI Europe Tour gelangen die nachstehenden Erfolge.
| Datum                     | Rennen                                     | Kat. | Fahrer             |
| ------------------------- | ------------------------------------------ | ---- | ------------------ |
| 29. März                  | 1. Etappe Driedaagse van De Panne-Koksijde | 2.HC | Alexander Kristoff |
| 6. April                  | 2b. Etappe Circuit Cycliste Sarthe (EZF)   | 2.1  | Anton Worobjow     |
| 7. April                  | 3. Etappe Circuit Cycliste Sarthe          | 2.1  | Anton Worobjow     |
| 1. Mai                    | Rund um den Finanzplatz Eschborn-Frankfurt | 1.HC | Alexander Kristoff |
| 17. Juni                  | 2. Etappe Tour de Slovénie                 | 2.1  | Rein Taaramäe      |
| 19. Juni                  | 4. Etappe Tour de Slovénie                 | 2.1  | Alexander Porsew   |
| 16.–19. Juni              | Gesamtwertung Tour de Slovénie             | 2.1  | Rein Taaramäe      |
| 11. August                | 1. Etappe Arctic Race of Norway            | 2.HC | Alexander Kristoff |
| 1. September              | 2. Etappe Tour des Fjords                  | 2.1  | Alexander Kristoff |
| 2. September              | 3. Etappe Tour des Fjords                  | 2.1  | Alexander Kristoff |
| 4. September              | 5. Etappe Tour des Fjords                  | 2.1  | Alexander Kristoff |
| 31. August – 4. September | Gesamtwertung Tour des Fjords              | 2.1  | Alexander Kristoff |

### Erfolge in der UCI Asia Tour
In den Rennen der Saison 2016 der UCI Asia Tour gelangen die nachstehenden Erfolge.
| Datum       | Rennen                  | Kat. | Fahrer             |
| ----------- | ----------------------- | ---- | ------------------ |
| 9. Februar  | 2. Etappe Tour of Qatar | 2.HC | Alexander Kristoff |
| 11. Februar | 4. Etappe Tour of Qatar | 2.HC | Alexander Kristoff |
| 12. Februar | 5. Etappe Tour of Qatar | 2.HC | Alexander Kristoff |
| 18. Februar | 3. Etappe Tour of Oman  | 2.HC | Alexander Kristoff |
| 21. Februar | 6. Etappe Tour of Oman  | 2.HC | Alexander Kristoff |

### Erfolge in der UCI America Tour
In den Rennen der Saison 2016 der UCI America Tour gelangen die nachstehenden Erfolge.
| Datum   | Rennen                          | Kat. | Fahrer             |
| ------- | ------------------------------- | ---- | ------------------ |
| 21. Mai | 7. Etappe Kalifornien-Rundfahrt | 2.HC | Alexander Kristoff |

### Erfolge bei den Nationalen Straßen-Radsportmeisterschaften
In den Rennen zu den Nationalen Straßen-Radsportmeisterschaften 2016 gelangen die nachstehenden Erfolge.
| Datum    | Rennen                                           | Sieger             |
| -------- | ------------------------------------------------ | ------------------ |
| 24. Juni | Russische Meisterschaft – Einzelzeitfahren       | Sergei Tschernezki |
| 24. Juni | Russische Meisterschaft – Einzelzeitfahren (U23) | Matvey Mamykin     |
| 26. Juni | Russische Meisterschaft – Straßenrennen          | Pawel Kotschetkow  |

### Zugänge – Abgänge
| Zugänge               | Team 2015       | Abgänge            | Team 2016       |
| --------------------- | --------------- | ------------------ | --------------- |
| Michael Mørkøv        | Tinkoff-Saxo    | Giampaolo Caruso   |                 |
| Nils Politt           | Team Stölting   | Luca Paolini       | Dopingsperre    |
| Rein Taaramäe         | Astana Pro Team | Gatis Smukulis     | Astana Pro Team |
| Jurgen Van Den Broeck | Lotto Soudal    | Rüdiger Selig      | Bora-Argon 18   |
| Matwei Mamykin        | Itera-Katusha   | Alexander Kolobnew | Gazprom-RusVelo |
| Jhonatan Restrepo     | Neoprofi        | Daniel Moreno      | Movistar Team   |
|                       |                 | Juri Trofimow      | Tinkoff         |

### Mannschaft
| Teamkader 2016                                             | Teamkader 2016     | Teamkader 2016 | Teamkader 2016                 |
| Name                                                       | Geburtsdatum       | Land           | Vorheriges Team                |
| ---------------------------------------------------------- | ------------------ | -------------- | ------------------------------ |
| Maxim Belkow                                               | 9. Januar 1985     | Russland       | Vacansoleil-DCM (2011)         |
| Sven Erik Bystrøm                                          | 21. Januar 1992    | Norwegen       | Øster Hus-Ridley (2014)        |
| Sergei Tschernezki                                         | 9. April 1990      | Russland       | Itera-Katusha (2012)           |
| Jacopo Guarnieri                                           | 14. August 1987    | Italien        | Astana (2014)                  |
| Marco Haller                                               | 1. April 1991      | Österreich     | Adria Mobil (2011)             |
| Wladimir Issaitschew                                       | 21. April 1986     | Russland       | Xacobeo Galicia (2010)         |
| Pawel Kotschetkow                                          | 7. März 1986       | Russland       | RusVelo (2013)                 |
| Wjatscheslaw Kusnezow                                      | 24. Juni 1989      | Russland       | Itera-Katusha (2012)           |
| Dmitri Kosontschuk                                         | 5. April 1984      | Russland       | RusVelo (2012)                 |
| Alexander Kristoff                                         | 5. Juli 1987       | Norwegen       | BMC Racing Team (2011)         |
| Sergei Sergejewitsch Lagutin                               | 14. Januar 1981    | Russland       | RusVelo (2014)                 |
| Alberto Losada                                             | 28. Februar 1982   | Spanien        | Caisse d'Épargne (2010)        |
| Tiago Machado                                              | 18. Oktober 1985   | Portugal       | NetApp-Endura (2014)           |
| Matwei Mamykin                                             | 31. Oktober 1994   | Russland       | Itera-Katusha (2015)           |
| Michael Mørkøv                                             | 30. April 1985     | Dänemark       | Tinkoff-Saxo (2015)            |
| Nils Politt                                                | 6. März 1994       | Deutschland    | Stölting (2015)                |
| Alexander Porsew                                           | 21. Februar 1986   | Russland       | Itera-Katusha (2010)           |
| Jhonatan Restrepo                                          | 28. November 1994  | Kolumbien      | Coldeportes-Claro (2015)       |
| Joaquim Rodríguez                                          | 12. Mai 1979       | Spanien        | Caisse d'Épargne (2009)        |
| Jegor Silin                                                | 25. Juni 1988      | Russland       | Astana (2013)                  |
| Simon Špilak                                               | 23. Juni 1986      | Slowenien      | Lampre-ISD (2011)              |
| Rein Taaramäe                                              | 24. April 1987     | Estland        | Astana (2015)                  |
| Alexei Zatewitsch                                          | 5. Juli 1989       | Russland       | Itera-Katusha (2011)           |
| Jurgen Van Den Broeck                                      | 1. Februar 1983    | Belgien        | Lotto-Soudal (2015)            |
| Ángel Vicioso                                              | 13. April 1977     | Spanien        | Androni Giocattoli-CIPI (2011) |
| Eduard Worganow (1. Jan.–28. Feb.)                         | 7. Dezember 1982   | Russland       | Xacobeo Galicia (2009)         |
| Anton Gennadjewitsch Worobjow                              | 12. Oktober 1990   | Russland       | Itera-Katusha (2012)           |
| İlnur Zäkärin                                              | 15. September 1989 | Russland       | RusVelo (2014)                 |
| Alexander Maes (9. Aug.–31. Dez., Stagiaire)               | 20. Juni 1993      | Belgien        | An Post-ChainReaction (2015)   |
|                                                            |                    |                |                                |
| Quellen: ProCyclingStats Cycling Quotient Cycling Archives |                    |                |                                |